# موننسین
موننسین (به انگلیسی: Monensin) با فرمول شیمیایی C36H62O11 یک ترکیب شیمیایی با شناسه پاب‌کم 61513 است. که جرم مولی آن ۶۷۰٫۸۷۱ گرم بر مول می‌باشد. شکل ظاهری این ترکیب، بلورهای سفید است.

## مکانیسم عمل

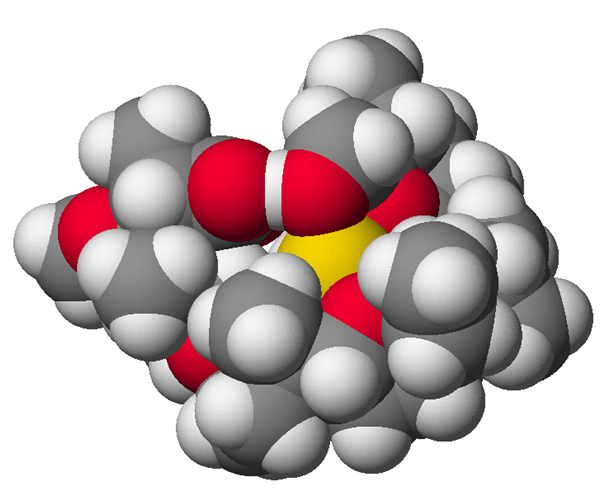
نمایی از ساختار کمپلکس موننسین A با سدیم (Na^{+})

موننسین A یک یون‌بر (یونوفور) است که ترجیح می‌دهد کمپلکس‌هایی با کاتیون‌های تک ظرفیتی مانند: Li+، Na+، K+، Rb+، Ag+، و Tl+. تشکیل دهد.  موننسین A می‌تواند این کاتیون‌ها را از طریق غشاهای لیپیدی سلول‌ها در یک تبادل الکتروخنثی (یعنی غیر دپلاریزکننده) منتقل کند و نقش مهمی به عنوان ضد انتقال دهنده Na+/H+ بازی می‌کند. مطالعات اخیر نشان داده است که موننسین ممکن است یون سدیم را از طریق غشاء به صورت الکتروژنیک و خنثی منتقل کند.  این رویکرد توانایی یونوفوریک و در نتیجه خواص ضد باکتریایی نه تنها موننسین اصلی، بلکه همچنین مشتقات آن را که دارای گروه‌های کربوکسیلیک نیستند، توضیح می‌دهد. موننسین انتقال پروتئین درون سلولی را مسدود می‌کند و فعالیت‌های آنتی‌بیوتیکی، ضد مالاریا و سایر فعالیت‌های بیولوژیکی را نشان می‌دهد. خواص ضد باکتریایی موننسین و مشتقات آن در نتیجه توانایی آن‌ها در انتقال کاتیون های فلزی از راه غشاهای سلولی و زیر سلولی است.